# Saint-Remy-Chaussée
Pour les articles homonymes, voir Saint-Remy.
Saint-Remy-Chaussée est une commune française située dans le département du Nord, en région Hauts-de-France.

## Géographie
Saint-Remy-Chaussée se situe dans le sud-est du département du Nord (Hainaut) en plein cœur du parc naturel régional de l'Avesnois. Saint-Remy-Chaussée comporte des espaces boisés qui forment la Haie d'Avesnes.
L'Avesnois est connu pour ses prairies, son bocage et son relief un peu vallonné dans sa partie sud-est (début des contreforts des Ardennes), dite « petite Suisse du Nord ».
Saint-Remy-Chaussée fait partie administrativement de l'Avesnois, historiquement du Hainaut et ses paysages rappellent la Thiérache.
La commune se trouve à 93 km de Lille (préfecture du Nord), à 108 km de Bruxelles (Belgique), à 125 km de Reims (Marne), à 44 km de Valenciennes, à 42 km de Mons (B), à 62 km de Charleroi (B), à 25 km de Fourmies, à 18 km de Maubeuge, à 9 km d'Avesnes-sur-Helpe (sous-préfecture) et jouxte Monceau-Saint-Waast.
La Belgique se trouve à 20 km. Le département de l'Aisne se trouve à 12 km.

### Communes limitrophes
| Aulnoye-Aymeries    | Bachant                                     | Écuélin     |
| Monceau-Saint-Waast | Saint-Remy-Chaussée                         | Saint-Aubin |
|                     | Dompierre-sur-Helpe Saint-Hilaire-sur-Helpe |             |

### Hydrographie

#### Réseau hydrographique
La commune est située dans le bassin Artois-Picardie. Elle est drainée par la Tarsy, le Pont de Planche, le ruisseau de la Bonne Fontaine et un autre petit cours d'eau,.
La Tarsy, d'une longueur de 15 km, prend sa source dans la commune de Beugnies et se jette  dans la Sambre canalisée à Leval, après avoir traversé huit communes. Les caractéristiques hydrologiques de la Tarsy sont données par la station hydrologique située sur la commune. Le débit moyen mensuel est de 0,307 m3/s. Le débit moyen journalier maximum est de 6,74 m3/s, atteint lors de la crue du 11 mars 2008. Le débit instantané maximal est quant à lui de 10,1 m3/s, atteint le même jour.

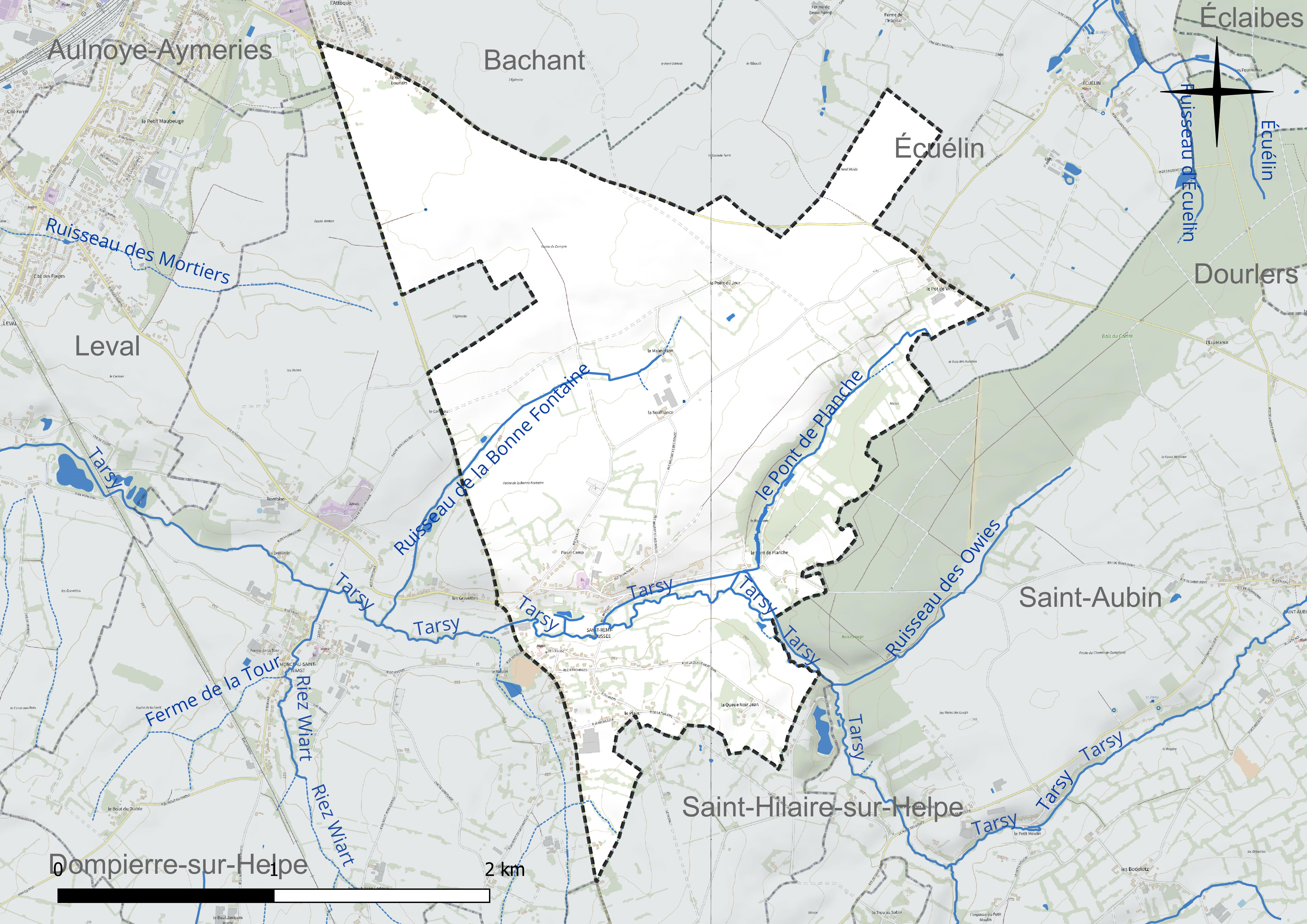
Réseau hydrographique de Saint-Remy-Chaussée.

#### Gestion et qualité des eaux
Le territoire communal est couvert par le schéma d'aménagement et de gestion des eaux (SAGE) « Sambre ». Ce document de planification concerne un territoire de 1 253 km2 de superficie, délimité par le bassin versant de la Sambre. Le périmètre a été arrêté le 1er novembre 2003 et le SAGE proprement dit a été approuvé le 21 septembre 2012, puis modifié le 18 août 2022. La structure porteuse de l'élaboration et de la mise en œuvre est le syndicat mixte du Parc naturel régional de l'Avesnois. 
La qualité des cours d'eau peut être consultée sur un site dédié géré par les agences de l'eau et l'Agence française pour la biodiversité. 

### Climat
Pour des articles plus généraux, voir Climat des Hauts-de-France et Climat du Nord.
En 2010, le climat de la commune est de type climat des marges montargnardes, selon une étude du CNRS s'appuyant sur une série de données couvrant la période 1971-2000. En 2020, Météo-France publie une typologie des climats de la France métropolitaine dans laquelle la commune est exposée à un climat océanique altéré et est dans la région climatique  Nord-est du bassin Parisien, caractérisée par un ensoleillement médiocre, une pluviométrie moyenne régulièrement répartie au cours de l'année et un hiver froid (3 °C). 
Pour la période 1971-2000, la température annuelle moyenne est de 9,7 °C, avec une amplitude thermique annuelle de 15,1 °C. Le cumul annuel moyen de précipitations est de 860 mm, avec 12,7 jours de précipitations en janvier et 9,9 jours en juillet. Pour la période 1991-2020, la température moyenne annuelle observée sur la station météorologique la plus proche, située sur la commune de Saint-Hilaire-sur-Helpe à 5 km à vol d'oiseau, est de 10,5 °C et le cumul annuel moyen de précipitations est de 802,4 mm,. Pour l'avenir, les paramètres climatiques de la commune estimés pour 2050 selon différents scénarios d'émission de gaz à effet de serre sont consultables sur un site dédié publié par Météo-France en novembre 2022.
| Mois                                  | jan.           | fév.           | mars          | avril         | mai           | juin         | jui.         | août          | sep.          | oct.          | nov.          | déc.          | année      |
| ------------------------------------- | -------------- | -------------- | ------------- | ------------- | ------------- | ------------ | ------------ | ------------- | ------------- | ------------- | ------------- | ------------- | ---------- |
| Température minimale moyenne (°C)     | 0,8            | 0,7            | 2,4           | 4,8           | 8             | 11,3         | 13,1         | 12,5          | 10            | 7,8           | 4,2           | 1,5           | 6,4        |
| Température moyenne (°C)              | 3,1            | 3,6            | 6,3           | 10,1          | 13,2          | 16,5         | 18,5         | 17,8          | 15            | 11,5          | 6,9           | 3,8           | 10,5       |
| Température maximale moyenne (°C)     | 5,5            | 6,4            | 10,3          | 15,4          | 18,5          | 21,8         | 24           | 23            | 20,1          | 15,2          | 9,6           | 6,1           | 14,7       |
| Record de froid (°C) date du record   | −18,5 07.01.09 | −16,1 04.02.12 | −12 13.03.13  | −4,8 03.04.22 | −1,6 12.05.20 | 1,6 05.06.12 | 3,5 31.07.15 | 4,8 20.08.14  | 1,3 30.09.18  | −3,3 28.10.12 | −6,4 30.11.16 | −12 19.12.09  | −18,5 2009 |
| Record de chaleur (°C) date du record | 13,8 18.01.07  | 20,1 26.02.19  | 24,7 31.03.21 | 27,8 25.04.07 | 31,5 27.05.05 | 35 28.06.11  | 39 25.07.19  | 36,6 08.08.20 | 34,5 15.09.20 | 27,1 01.10.11 | 20,2 06.11.18 | 15,5 31.12.22 | 39 2019    |
| Précipitations (mm)                   | 61,9           | 64,1           | 64,5          | 42,6          | 69,2          | 71,5         | 72           | 86,6          | 51,2          | 66            | 68,1          | 84,7          | 802,4      |

## Urbanisme

### Typologie
Au 1er janvier 2024, Saint-Remy-Chaussée est catégorisée commune rurale à habitat dispersé, selon la nouvelle grille communale de densité à sept niveaux définie par l'Insee en 2022.
Elle est située hors unité urbaine. Par ailleurs la commune fait partie de l'aire d'attraction de Maubeuge (partie française), dont elle est une commune de la couronne,. Cette aire, qui regroupe 65 communes, est catégorisée dans les aires de 50 000 à moins de 200 000 habitants,.

### Occupation des sols
L'occupation des sols de la commune, telle qu'elle ressort de la base de données européenne d'occupation biophysique des sols Corine Land Cover (CLC), est marquée par l'importance des territoires agricoles (86,7 % en 2018), en diminution par rapport à 1990 (88 %). La répartition détaillée en 2018 est la suivante : 
terres arables (55,4 %), prairies (31,3 %), zones urbanisées (7 %), forêts (6,3 %). L'évolution de l'occupation des sols de la commune et de ses infrastructures peut être observée sur les différentes représentations cartographiques du territoire : la carte de Cassini (XVIIIe siècle), la carte d'état-major (1820-1866) et les cartes ou photos aériennes de l'IGN pour la période actuelle (1950 à aujourd'hui).

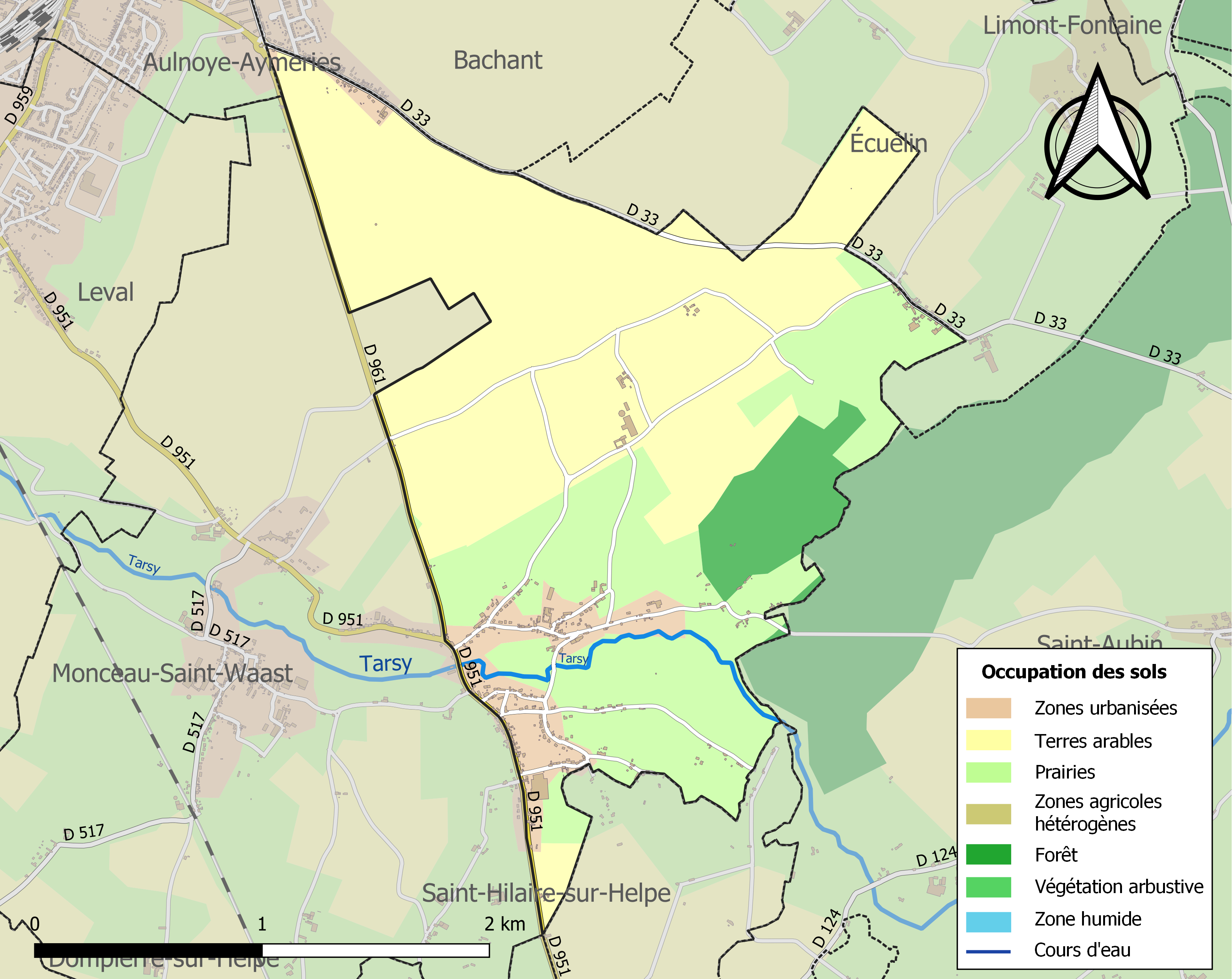
Carte des infrastructures et de l'occupation des sols de la commune en 2018 (CLC).

### Voies de communication et transports
La commune est desservie, en 2024, par le service de transport à la demande du réseau Stibus. Elle est également desservie par la ligne 957 du réseau interurbain Arc-en-Ciel 4.

## Toponymie
- 1117. Sanctus Remigius: titre de l'Abbaye d'Hautmont[20]
- 1349. Sanctus Remigius in Calceia : pouillé de Cambrai

## Politique et administration
Maire de 1802 à 1807 : Ph. Lescuyer,.

Maire en 1939 : Cattelot.
| Période                                  | Période   | Identité                              | Étiquette | Qualité                              |
| ---------------------------------------- | --------- | ------------------------------------- | --------- | ------------------------------------ |
| Les données manquantes sont à compléter. |           |                                       |           |                                      |
| avant 1988                               | ?         | Jean-Claude Gilliot                   | DVD       |                                      |
| mars 2001                                | mars 2008 | Jean-Pierre Legrand                   |           |                                      |
| mars 2008                                | En cours  | Didier Réélu pour le mandat 2020-2026 | DVD       | Maire réélu pour le mandat 2014-2020 |

## Population et société

### Démographie

#### Évolution démographique
L'évolution du nombre d'habitants est connue à travers les recensements de la population effectués dans la commune depuis 1793. Pour les communes de moins de 10 000 habitants, une enquête de recensement portant sur toute la population est réalisée tous les cinq ans, les populations de référence des années intermédiaires étant quant à elles estimées par interpolation ou extrapolation. Pour la commune, le premier recensement exhaustif entrant dans le cadre du nouveau dispositif a été réalisé en 2006.

En 2022, la commune comptait 473 habitants, en évolution de −7,25 % par rapport à 2016 (Nord : +0,51 %, France hors Mayotte : +2,11 %).
| 1793 | 1800 | 1806 | 1821 | 1831 | 1836 | 1841 | 1846 | 1851 |
| ---- | ---- | ---- | ---- | ---- | ---- | ---- | ---- | ---- |
| 437  | 505  | 605  | 626  | 702  | 689  | 720  | 722  | 750  |

| 1856 | 1861 | 1866 | 1872 | 1876 | 1881 | 1886 | 1891 | 1896 |
| ---- | ---- | ---- | ---- | ---- | ---- | ---- | ---- | ---- |
| 737  | 740  | 666  | 582  | 520  | 487  | 443  | 458  | 409  |

| 1901 | 1906 | 1911 | 1921 | 1926 | 1931 | 1936 | 1946 | 1954 |
| ---- | ---- | ---- | ---- | ---- | ---- | ---- | ---- | ---- |
| 388  | 373  | 347  | 423  | 413  | 410  | 426  | 505  | 506  |

| 1962 | 1968 | 1975 | 1982 | 1990 | 1999 | 2006  | 2011 | 2016 |
| ---- | ---- | ---- | ---- | ---- | ---- | ----- | ---- | ---- |
| 536  | 556  | 470  | 474  | 487  | 469  | 1 036 | 511  | 510  |

| 2021 | 2022 | - | - | - | - | - | - | - |
| ---- | ---- | - | - | - | - | - | - | - |
| 486  | 473  | - | - | - | - | - | - | - |

#### Pyramide des âges
La population de la commune est relativement jeune.
En 2018, le taux de personnes d'un âge inférieur à 30 ans s'élève à 38,9 %, soit en dessous de la moyenne départementale (39,5 %). À l'inverse, le taux de personnes d'âge supérieur à 60 ans est de 18,5 % la même année, alors qu'il est de 22,5 % au niveau départemental.
En 2018, la commune comptait 260 hommes pour 249 femmes, soit un taux de 51,08 % d'hommes, largement supérieur au taux départemental (48,23 %).
Les pyramides des âges de la commune et du département s'établissent comme suit.
| Hommes | Classe d’âge | Femmes |
| ------ | ------------ | ------ |
| 0,0    | 90 ou +      | 0,4    |
| 4,6    | 75-89 ans    | 6,0    |
| 13,2   | 60-74 ans    | 12,9   |
| 17,0   | 45-59 ans    | 15,7   |
| 25,7   | 30-44 ans    | 26,7   |
| 14,2   | 15-29 ans    | 12,8   |
| 25,3   | 0-14 ans     | 25,5   |

| Hommes | Classe d’âge | Femmes |
| ------ | ------------ | ------ |
| 0,5    | 90 ou +      | 1,4    |
| 5,3    | 75-89 ans    | 8,1    |
| 14,8   | 60-74 ans    | 16,2   |
| 19,1   | 45-59 ans    | 18,4   |
| 19,5   | 30-44 ans    | 18,7   |
| 20,7   | 15-29 ans    | 19,1   |
| 20,2   | 0-14 ans     | 18     |

## Culture locale et patrimoine

### Lieux et monuments
- L'église Saint-Remi du XVIe siècle
- Le monument aux morts.
- Des chapelles, celle de Notre-Dame-de-Miséricorde date du XVIIe siècle.

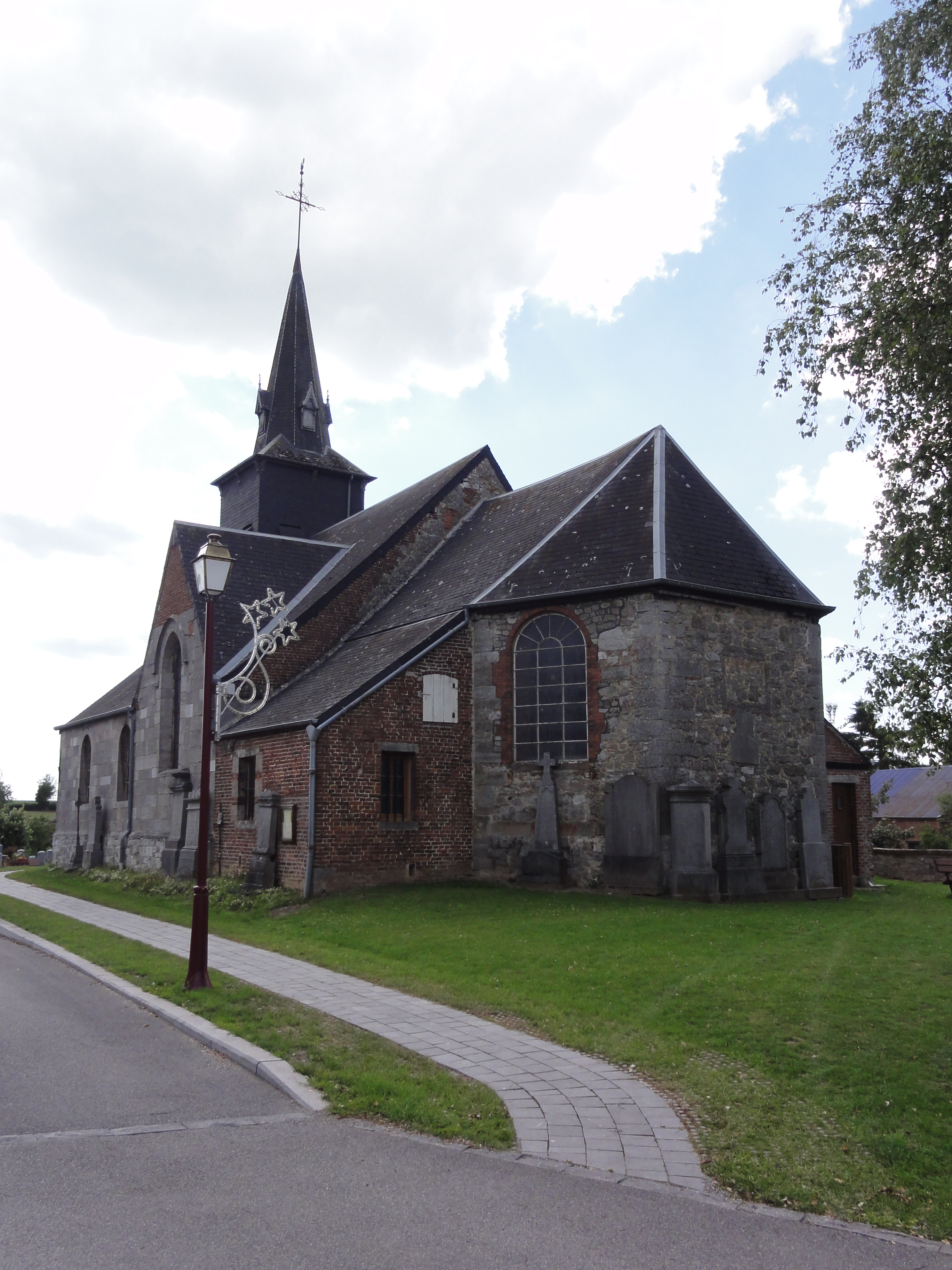
église Saint-Remi
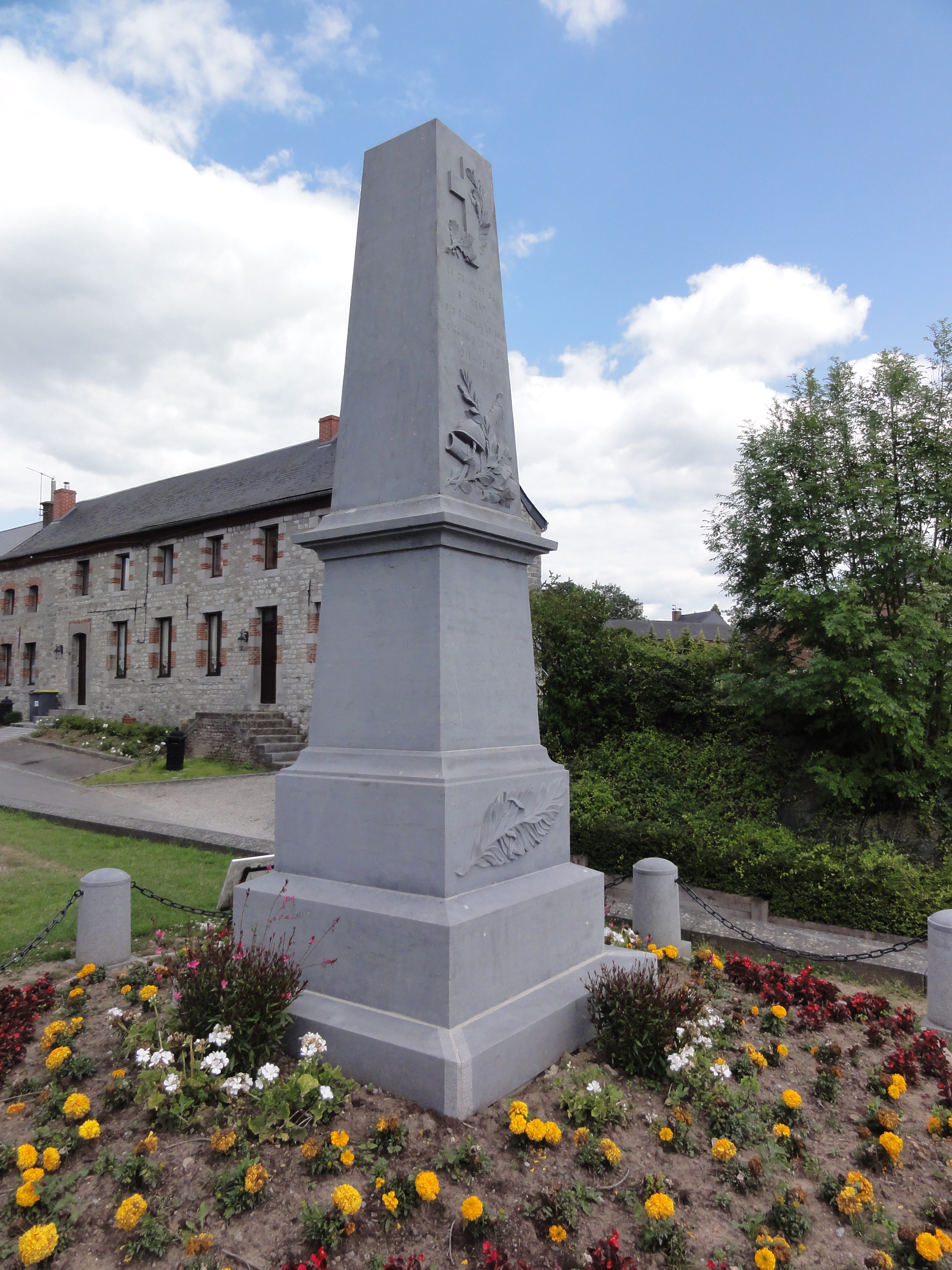
monument aux morts
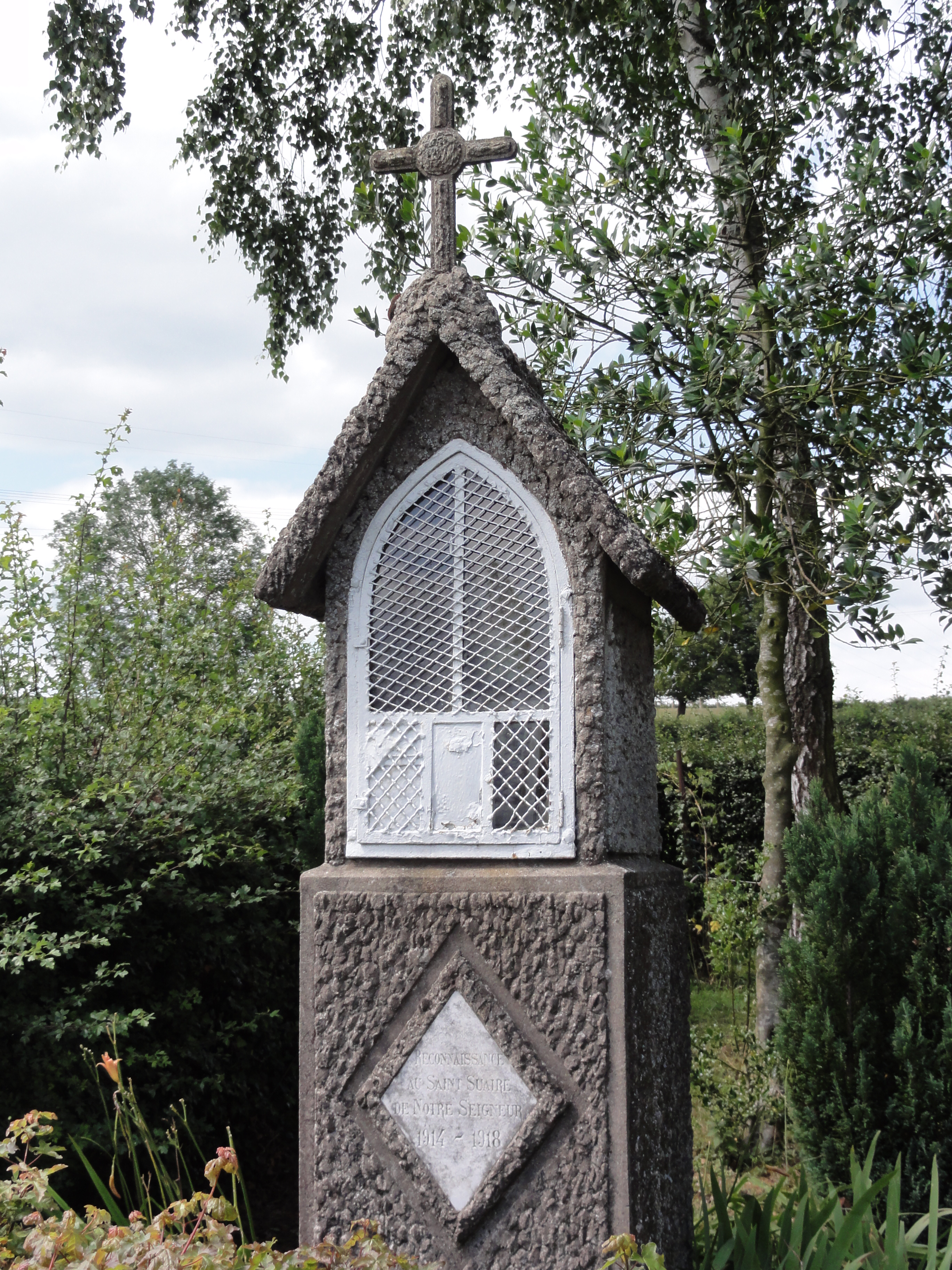
Chapelle du Saint-Suaire

### Personnalités liées à la commune
- Nicolas Joseph Desenfans (1765-1808), général des armées de la République et de l'Empire (nom gravé sous l'Arc de Triomphe).

### Héraldique
|  | Les armes de Saint-Remy-Chaussée se blasonnent ainsi : D'argent au chevron de sable, accompagné de trois trèfles du même. |

## Pour approfondir